# Hyles tithymali
Hyles tithymali és una espècie de lepidòpter ditrisi de la família dels esfíngids (Sphingidae). És molt similar a Hyles euphorbiae però té una distribució geogràfica més meridional. Es troba a les Illes Balears, així com a les Canàries, Madeira i l'Àfrica del nord.
Els adults volen d'abril a octubre en dues generacions. Són una mica més petits; l'envergadura de les ales és de 45-85 mm. Viuen en zones de dunes fins als 2.000 m d'altitud.
L'eruga té els mateixos costums que Hyles euphorbiae, alimentant-se també d'Euphorbia. En general aquesta espècie es troba una mica més rarament.

## Subespècies
Hyles tithymali té 6 subespècies:
- Hyles tithymali tithymali (Boisduval, 1834)
- Hyles tithymali gecki de Freina, 1991
- Hyles tithymali deserticola (Staudinger, 1901)
- Hyles tithymali himyarensis Meerman, 1988
- Hyles tithymali mauretanica (Staudinger, 1871)
- Hyles tithymali phaelipae Gil-T. & Gil-Uceda, 2007